# Alfonso Muñoz Gómez
Alfonso Muñoz Gómez (Cali, Colombia, 25 de enero de 1931) fue un atleta Olímpico y árbitro en diferentes disciplinas deportivas.

## Biografía
En sus inicios como deportista compitió en representación del Valle del Cauca. Su entrega al deporte lo llevó a participar en tres ediciones de los Juegos Olímpicos, una como deportista en los juegos de Melbourne en 1956, donde participó en el relevo de 4 x 400 Metros. Las otras dos participaciones olímpicas las realizó en los Juegos Olímpicos de Múnich 72 y Montreal 76, como juez representativo de Colombia. Fue el Encargado de la división de las Autoridades Deportivas en los Juegos Panamericanos realizados en Cali en 1971.
Fundó el Colegio de Jueces y cronometristas del Valle del Cauca, formando a cientos de jóvenes como árbitros de natación. El Colegio participó en innumerables torneos a nivel nacional, siendo prenda de garantía en la toma de tiempos y aplicación de la norma. En 2004, sufrió una trombosis que le impide seguir corriendo, sin embargo continua con su actividad arbitral en torneos de natación hasta su retiro el año 2008.